# Krzysztof Maciejewski
Krzysztof Maciejewski (* 17. April 1953 in Pabianice) ist ein polnischer Politiker und seit 2005 Abgeordneter des Sejm in der V. und VI. Wahlperiode.
Er beendete das Studium an der Technischen Universität Częstochowa. Er arbeitete in der Maschinenfabrik „Radomsko“, danach führte er einen eigenen Betrieb. In den Jahren 1998 bis 2002 war er Kreisrat des Powiat Radomski, danach saß er im Stadtrat von Radomsko.
Bei den Parlamentswahlen 2005 wurde er über die Liste der Prawo i Sprawiedliwość (Recht und Gerechtigkeit – PiS) für den Wahlkreis Piotrków Trybunalski in den Sejm gewählt. Bei den Sejmwahlen 2007 errang er für die PiS mit 10.837 Stimmen zum zweiten Mal ein Abgeordnetenmandat. Er ist Mitglied der Sejm Kommission für Rechtspolitik.